# Stonehearst Asylum
Stonehearst Asylum (titulada en España Asylum, el experimento y en Latinoamérica Los secretos de Stonehearst) es una película de intriga gótica estadounidense dirigida por Brad Anderson y escrita por Joseph Gangemi. Está vagamente basada en el cuento El sistema del Dr. Tarr y el profesor Fether, de Edgar Allan Poe. Protagonizada por Kate Beckinsale, Jim Sturgess, Michael Caine, Ben Kingsley y David Thewlis, fue estrenada el 24 de octubre de 2014.

## Argumento
En 1899 un hombre llega al Asilo Stonehearst, donde desea ejercer de residente. Un grupo de hombres armados dirigidos por Mickey Finn le escoltan a la oficina del director, el doctor Silas Lamb. El recién llegado se presenta como el Dr. Edward Newgate de Oxford. A pesar de que Lamb no le esperaba, le da la bienvenida.
Newgate queda sorprendido por los métodos de Lamb, quien le dice que no es partidario de drogar a los pacientes. Newgate se siente muy atraído por una paciente, Eliza Graves. Hay una fiesta en el hospital donde el personal y los pacientes se mezclan. Finn le ofrece una bebida a Newgate, pero Eliza la derrama a propósito y susurra a Newgate que huya del asilo mientras aun está a tiempo.
Explorando el asilo, Newgate descubre al personal anterior encerrado en la habitación de la caldera, quienes le explican que Lamb y Finn les drogaron y tomaron el control del hospital. El Dr. Salt le cuenta que Lamb es un cirujano maníaco que asesinó a sus pacientes. Lamb le administra a Salt un tratamiento de electroshock que le deja amnésico, y Lamb proclama así que le ha curado.
Durante la celebración del Año Nuevo, Finn asesina a una paciente, lo que convence a Newgate, que intenta drogarles, pero es sorprendido y Lamb dictamina que necesita también una cura de electroshock. Antes de que empiece, Newgate le revela a Eliza que él vino al asilo para rescatarla. Como último recurso Newgate le enseña a Lamb la foto de una de sus víctimas, lo que le provoca un shock. Eliza y Newgate aprovechan la ocasión para escapar y liberar el asilo con la ayuda de los demás pacientes.
El sádico Finn es electrocutado pero se produce un incendio y Eliza conduce a los pacientes fuera del edificio. Newgate busca a Lamb y le encuentra en un estado catatónico. Un flashback revela que Lamb ejecutó a sus pacientes como un tiro de gracia. Eliza no cree que ella y Newgate tengan futuro juntos, pero él le dice a Eliza que tiene un secreto que contarle.
Más tarde, el marido de Eliza llega al asilo junto con un alienista de Oxford, quien pide llevársela, pero la nueva directora le contesta que ella ya se fue con Newgate. El alienista revela que él es el auténtico Dr. Edward Newgate, y el hombre que se fue con Eliza es uno de sus pacientes huidos, quien conoció a circunstancialmente a Eliza cuando ambos estaban internados en Oxford y desarrolló una obsesión con ella. Al final Eliza y el falso Newgate son mostrados en la Toscana, Italia, donde viven bajo el nombre de Señor y Señora Lamb.

## Reparto
- Kate Beckinsale como Lady (Eliza) Graves.[2]
- Jim Sturgess como Edward Newgate.[3]
- Michael Caine como Dr. Benjamin Salt.[4]
- Ben Kingsley como Dr. Silas Lamb.[4]
- David Thewlis como Mickey Finn.[5]
- Brendan Gleeson como el Alienista.[5]
- Sinéad Cusack es Mrs. Pike[6]
- Sophie Kennedy Clark como Millie.[6]
- Christopher Fulford como Paxton.[6]
- Jason Flemyng como Swanwick.
- Edmund Kingsley como Sir Charles Graves, Bt.

## Producción
La fotografía principal empezó en Bulgaria en 2013. En julio de 2014, su título original Eliza Graves se cambió por Stonehearst.

### Música
John Debney compuso la partitura para la película. La banda sonora fue puesta a la venta digitalmente en octubre de 2014 y físicamente en noviembre de ese mismo año.

## Recepción

### Taquilla
Stonehearst recaudó un total mundial de $3.2 millones de dólares.

### Respuesta de la crítica
Se criticó mucho el tráiler del film por desvelar una de las sorpresas principales de la trama.
En el sitio web especializado Rotten Tomatoes la película tiene un índice de aprobación de 53%. En el sitio web Metacritic, la película tiene una puntuación media de 52 sobre 100, indicando "revisiones mixtas o medias".
La crítica común para la película es que no desarrolla su potencial, considerando su lograda atmósfera y su reparto estelar. El Los Angeles Times dijo que Anderson tenía todas las piezas necesarias para una pesadilla psycho pop, pero la falta de terror "deja a Stonehearst en algo más insípido que demente".
La revista The A.V. Club alabó la película, diciendo: "Carece del macabro humor de la historia original, pero hace un trabajo excelente al transportarnos al horror de la medicina victoriana".